# Afriberina humaria
Afriberina humaria là một loài bướm đêm trong họ Geometridae.